# Bélgica no Festival Eurovisão da Canção
A Bélgica é um dos membros fundadores do Festival Eurovisão da Canção. A decorrer desde 1956, participaram 66 vezes e só estiveram ausentes em 1994, em 1997 e em 2001.

## Galeria

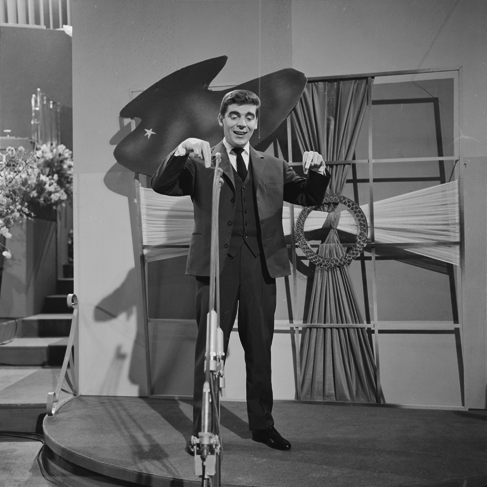
Fud Leclerc em Hilversum (1958)
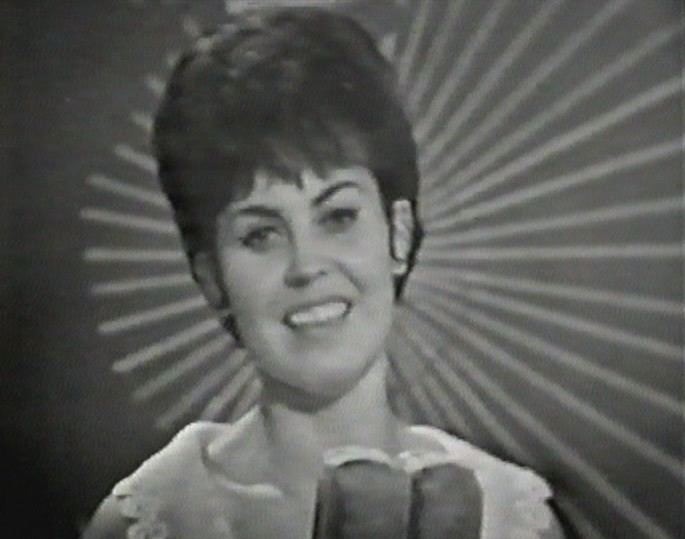
Lize Marke em Nápoles (1965)
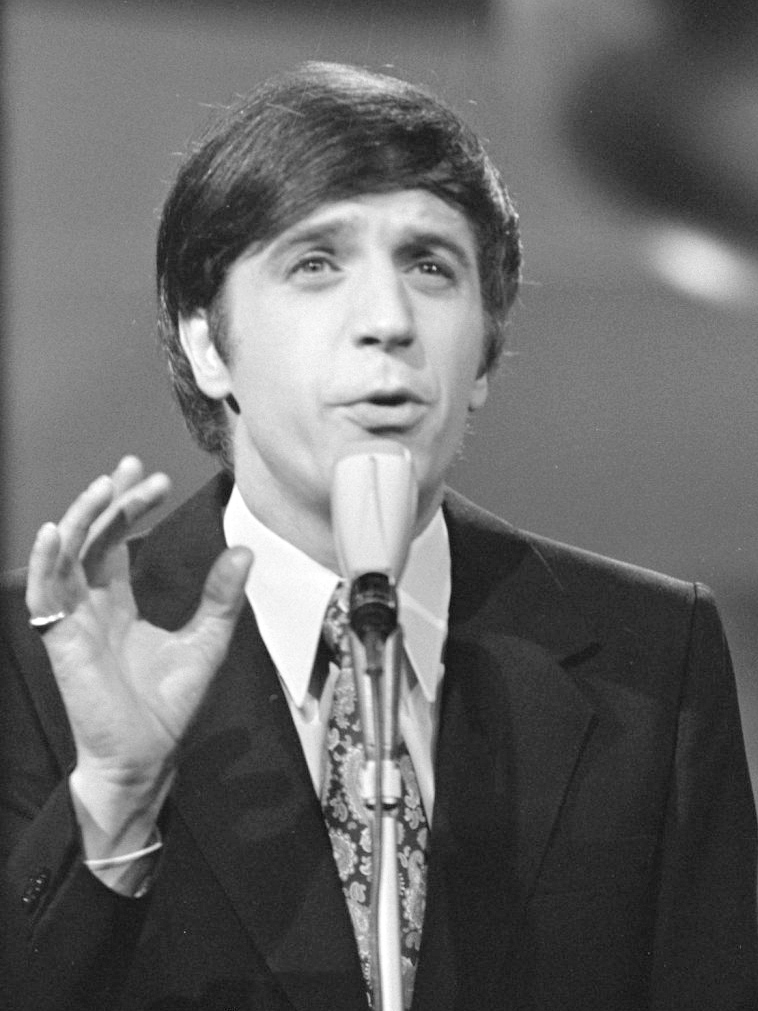
Jean Vallée em Amsterdão (1970)
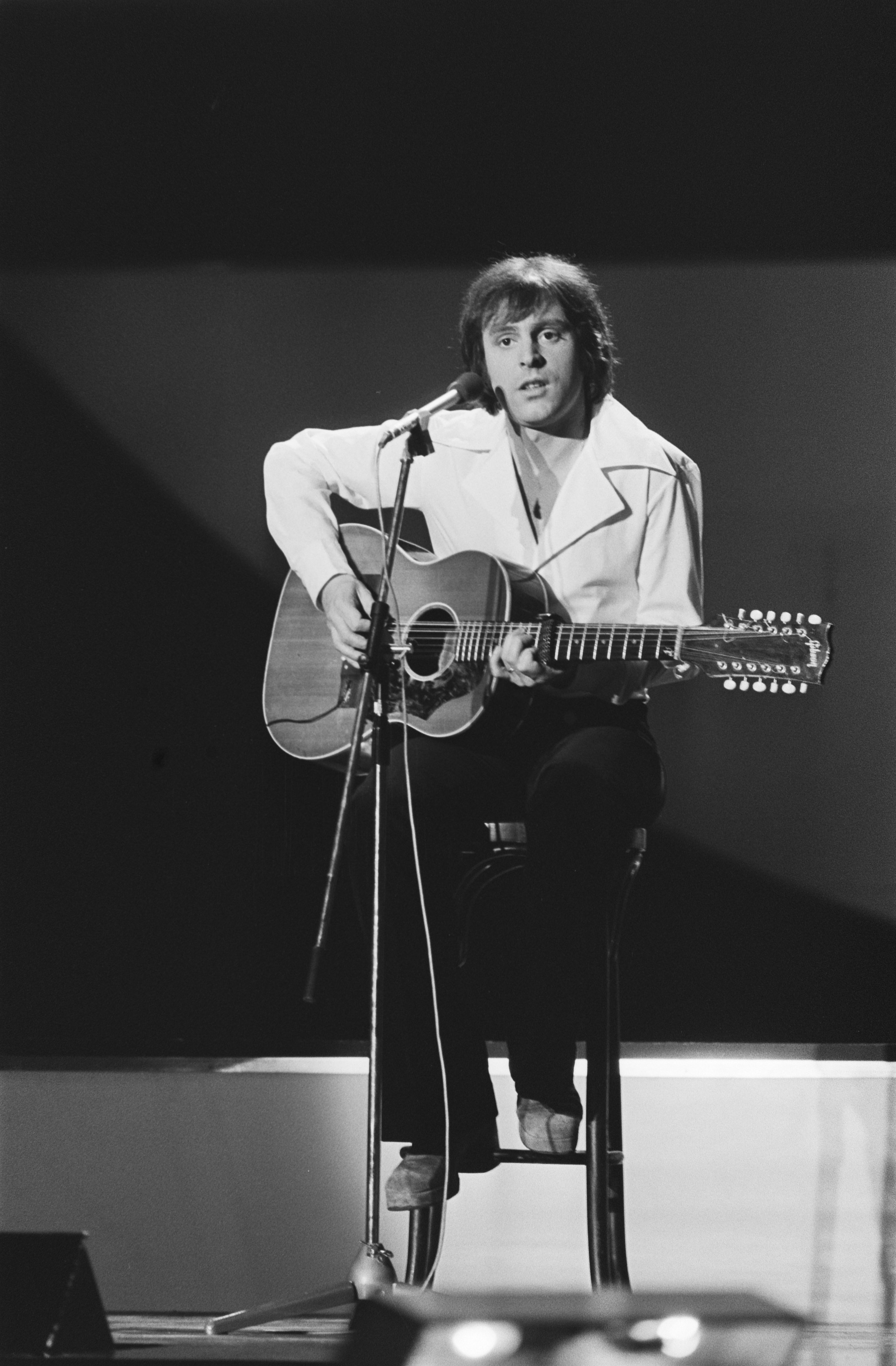
Pierre Rapsat em Haia (1976)
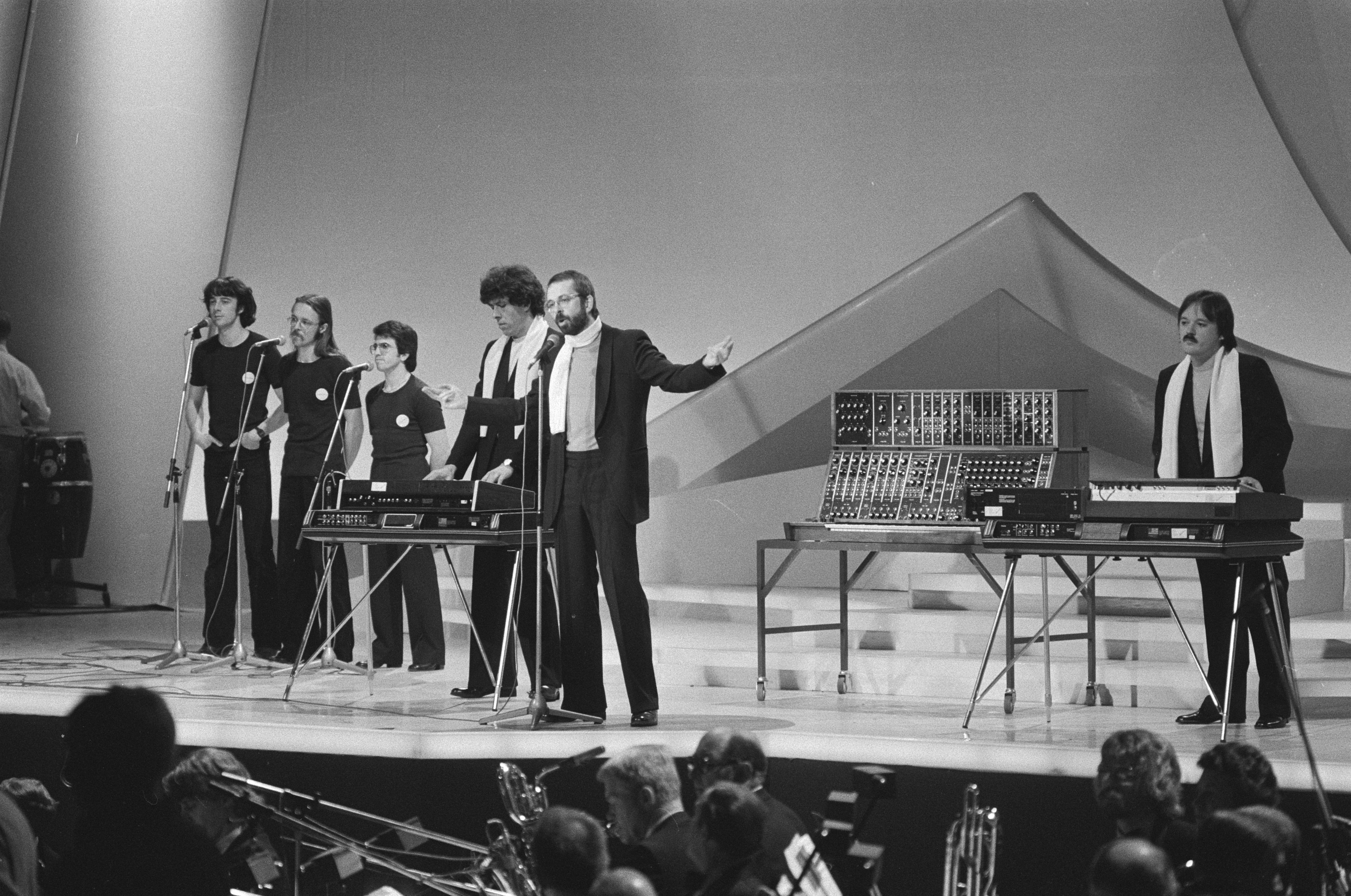
Telex em Haia (1980)
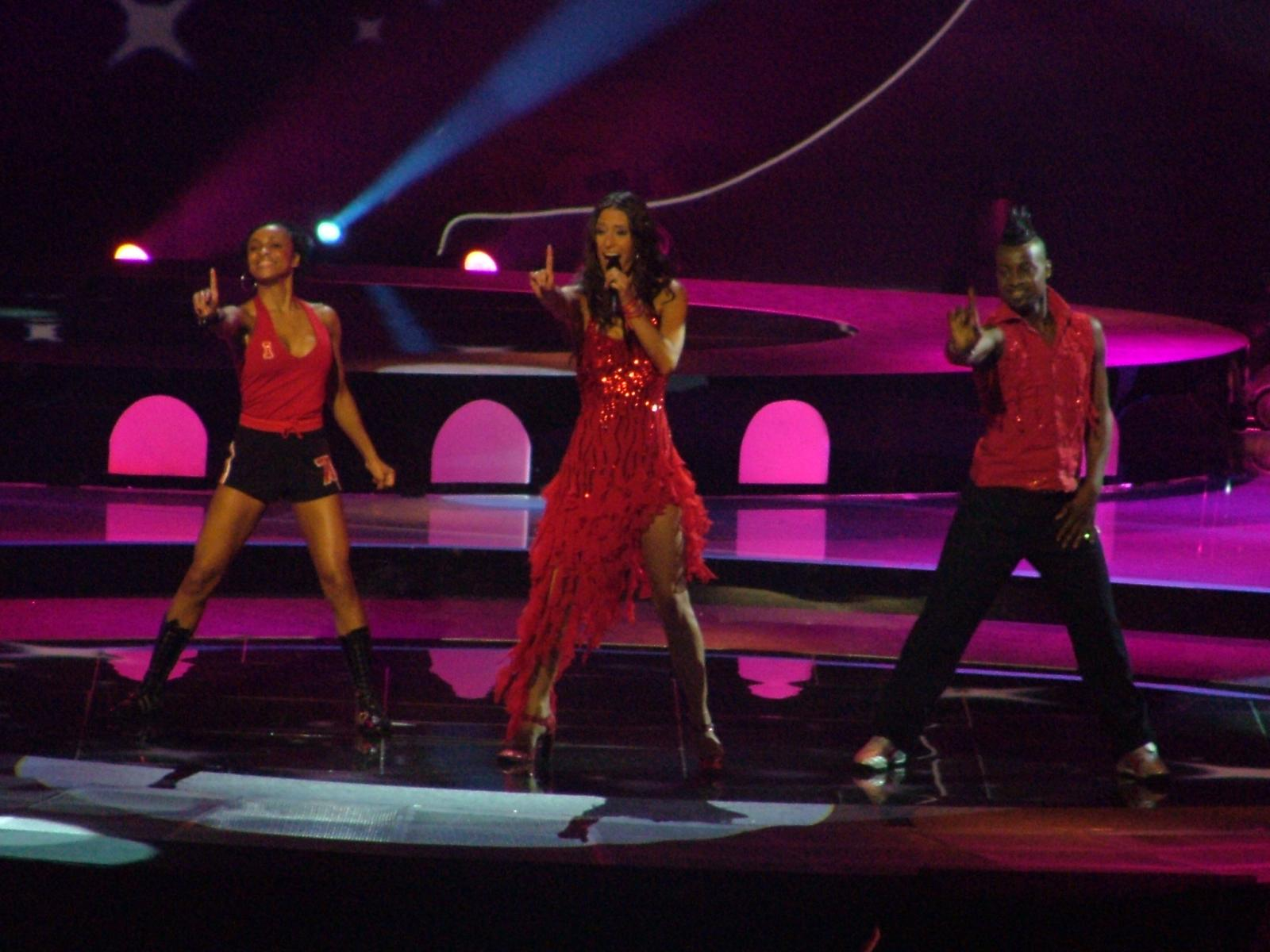
Xandee em Istambul (2004)
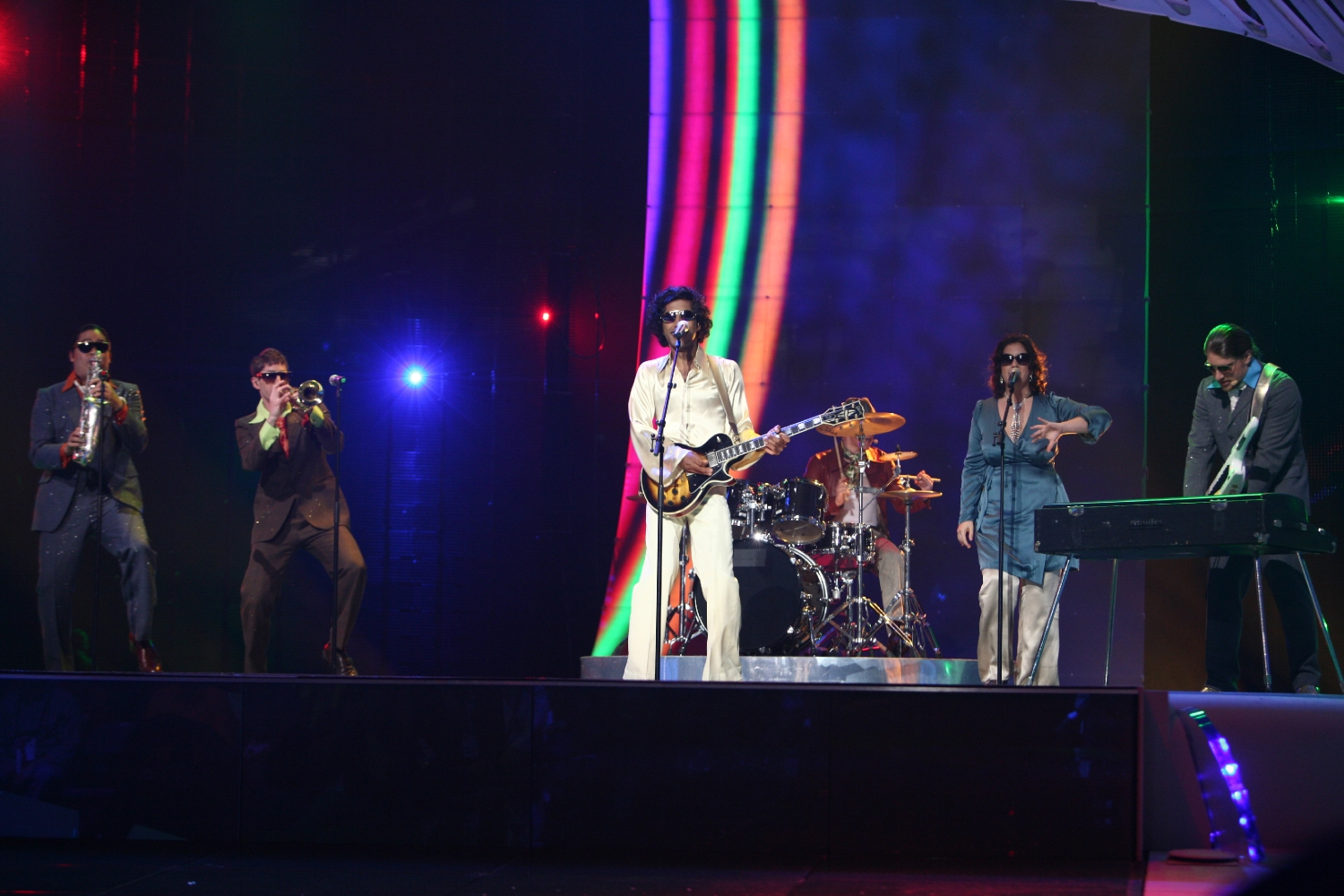
KMG em Helsinquía (2007)
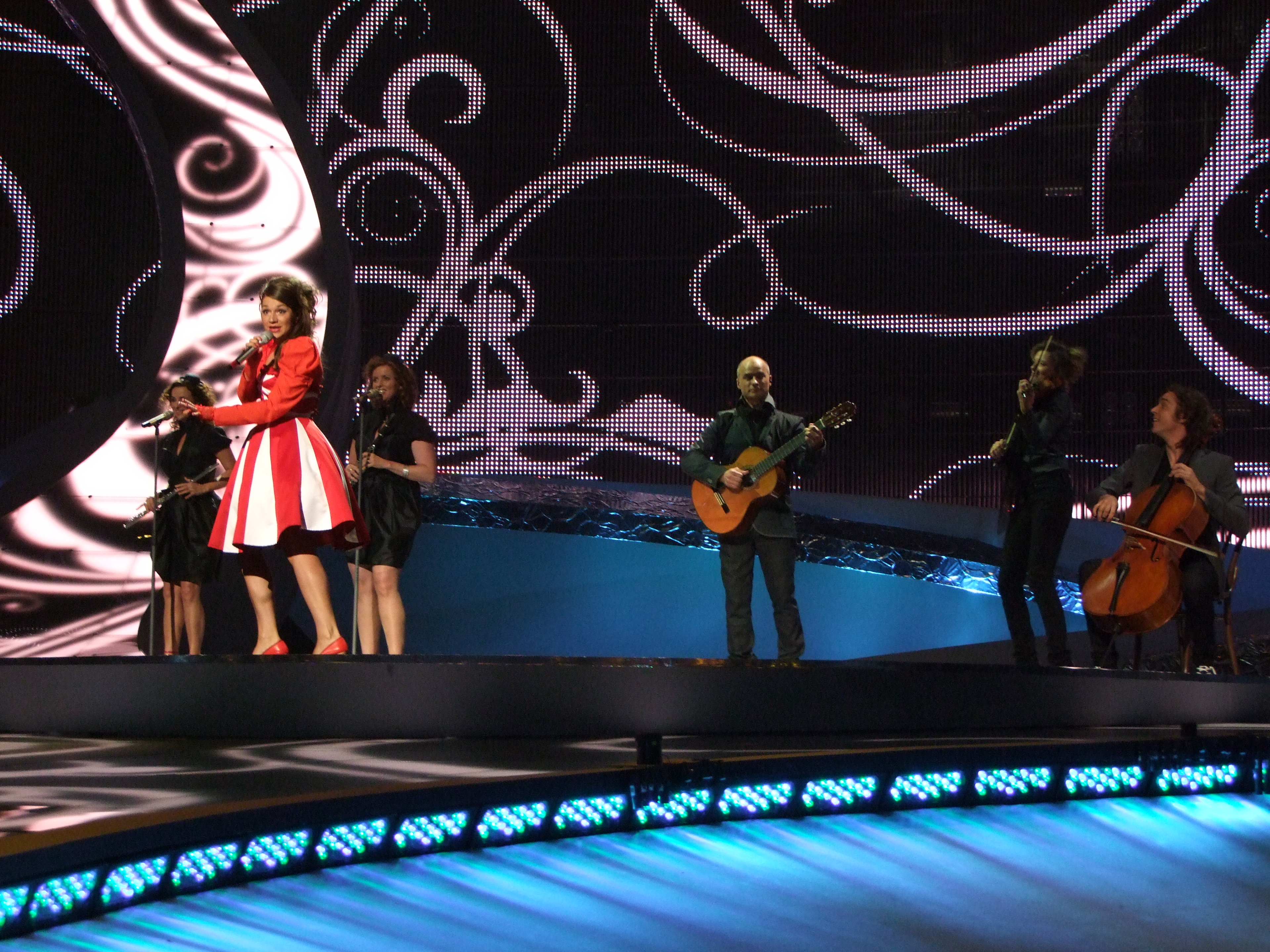
Ishtar em Belgrado (2008)
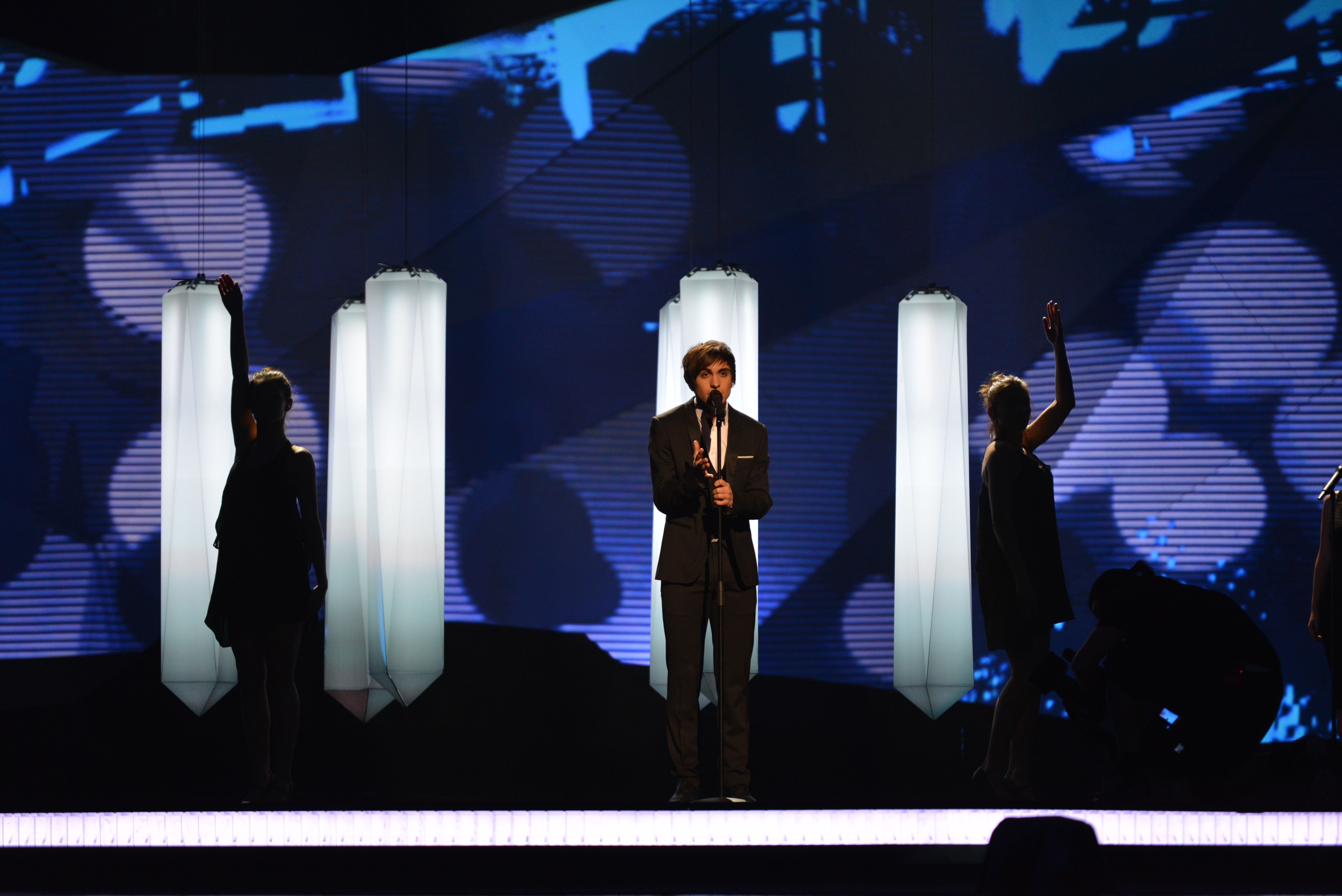
Roberto Bellarosa em Malmö (2013)
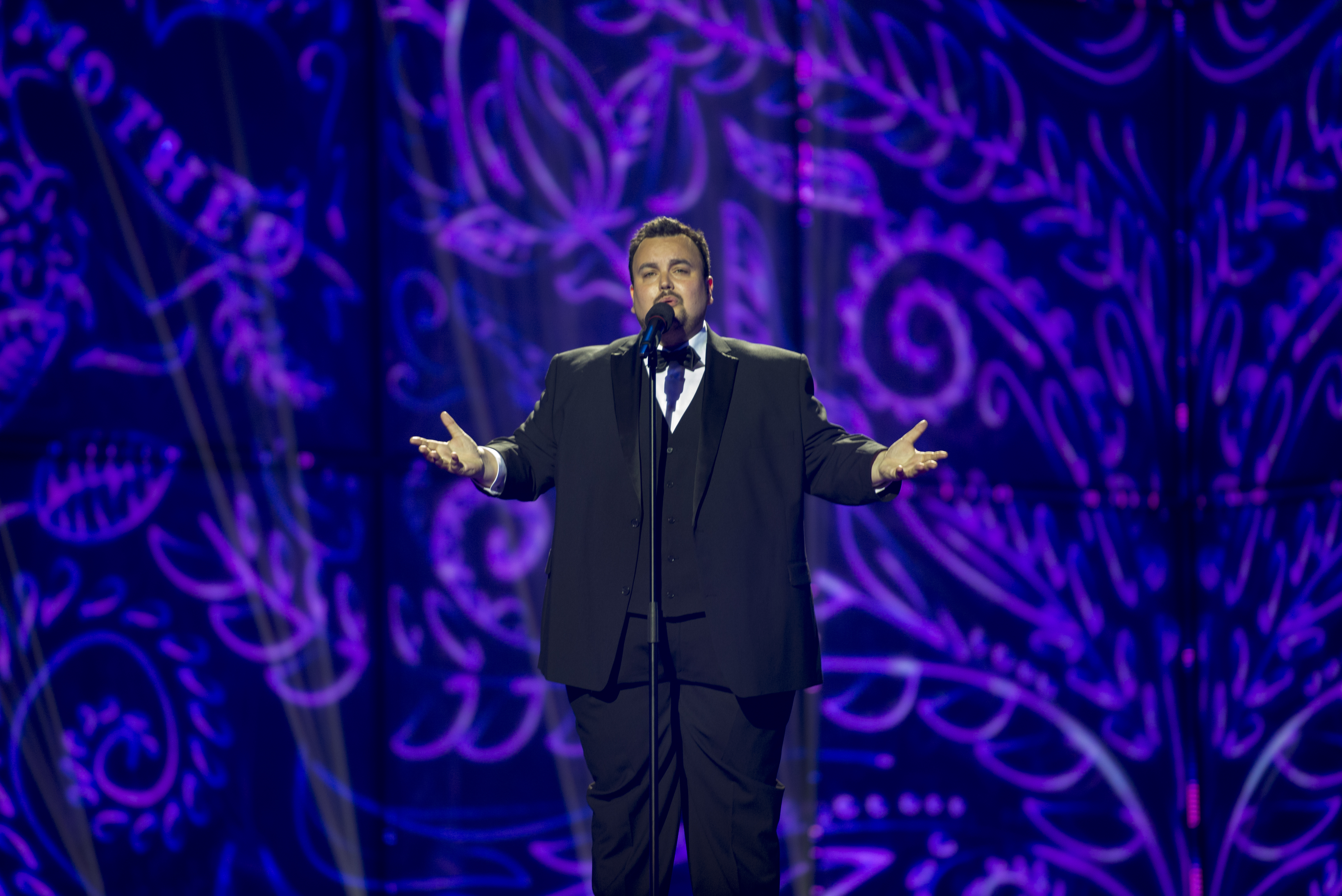
Axel Hirsoux em Copenhaga (2014)
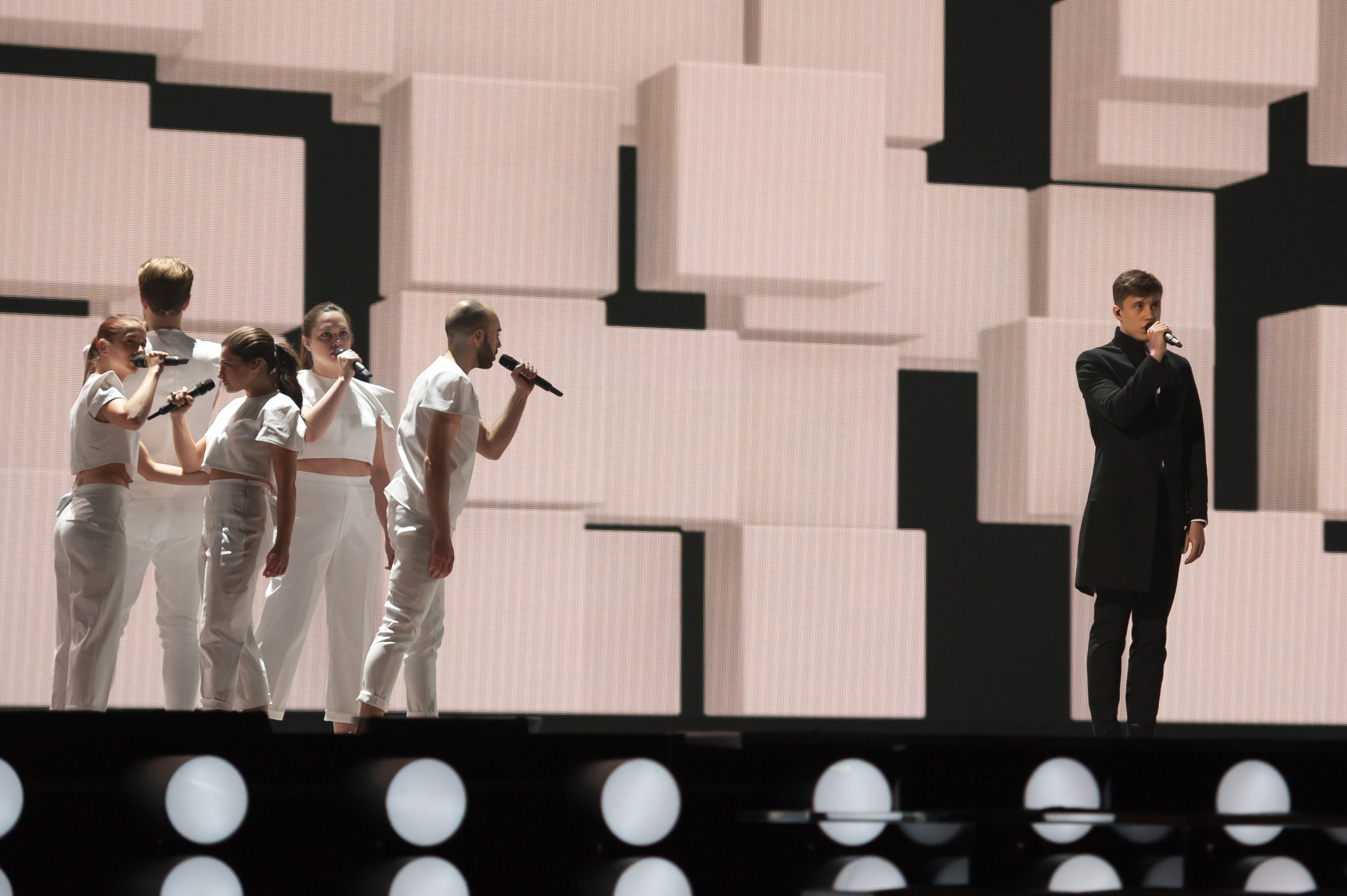
Loïc Nottet em Viena (2015)
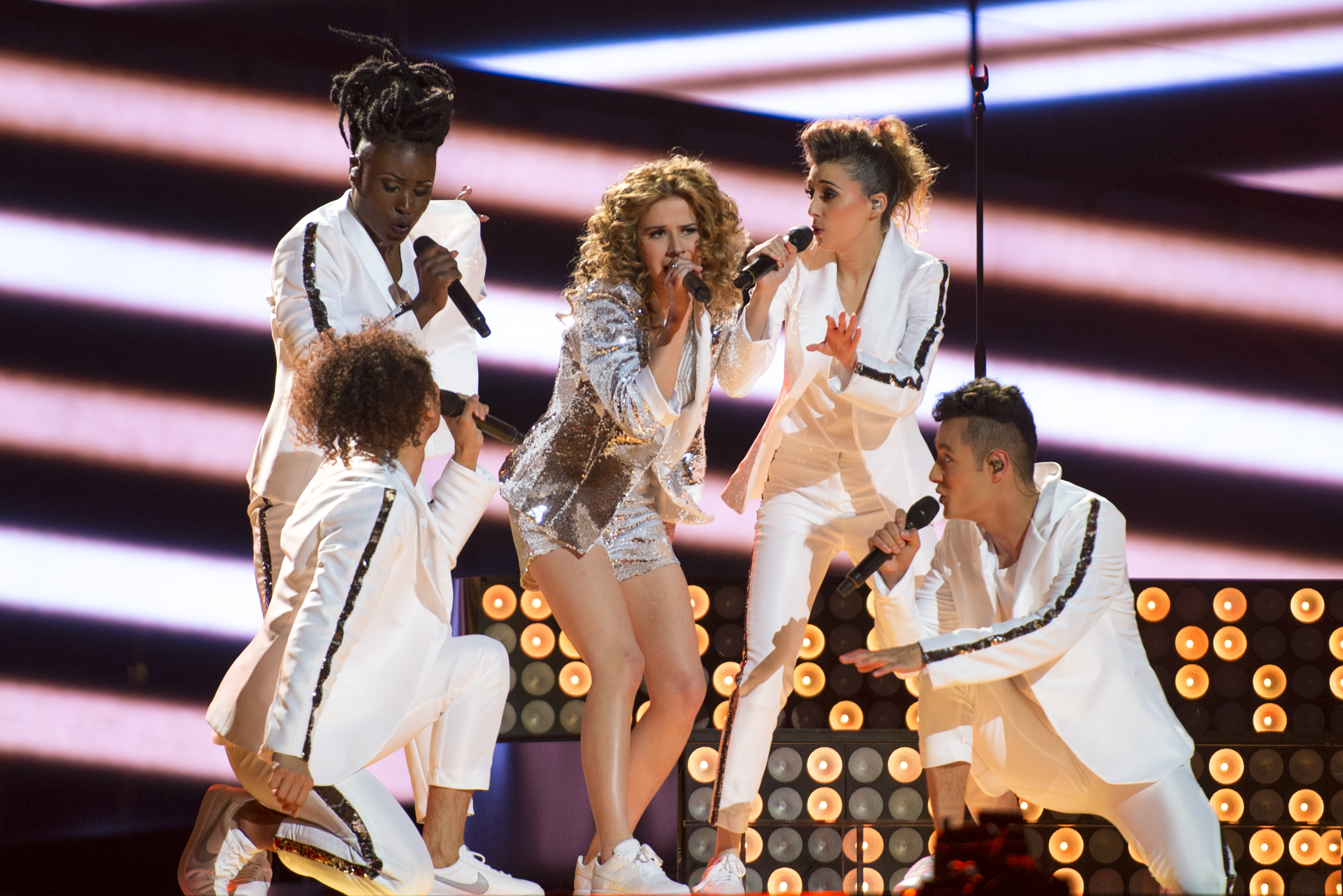
Laura Tesoro em Estocolmo (2016)
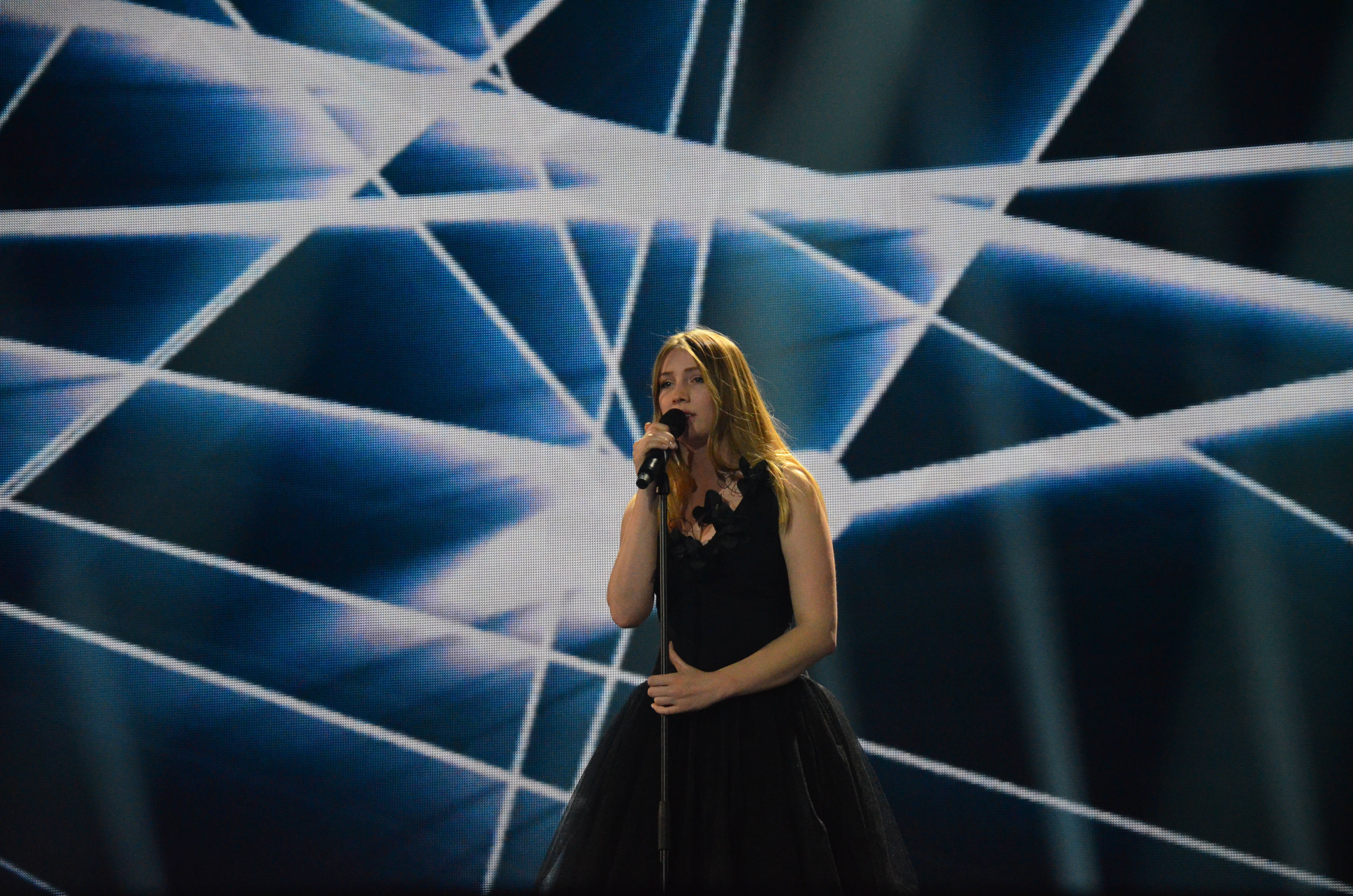
Blanche em Kiev (2017)
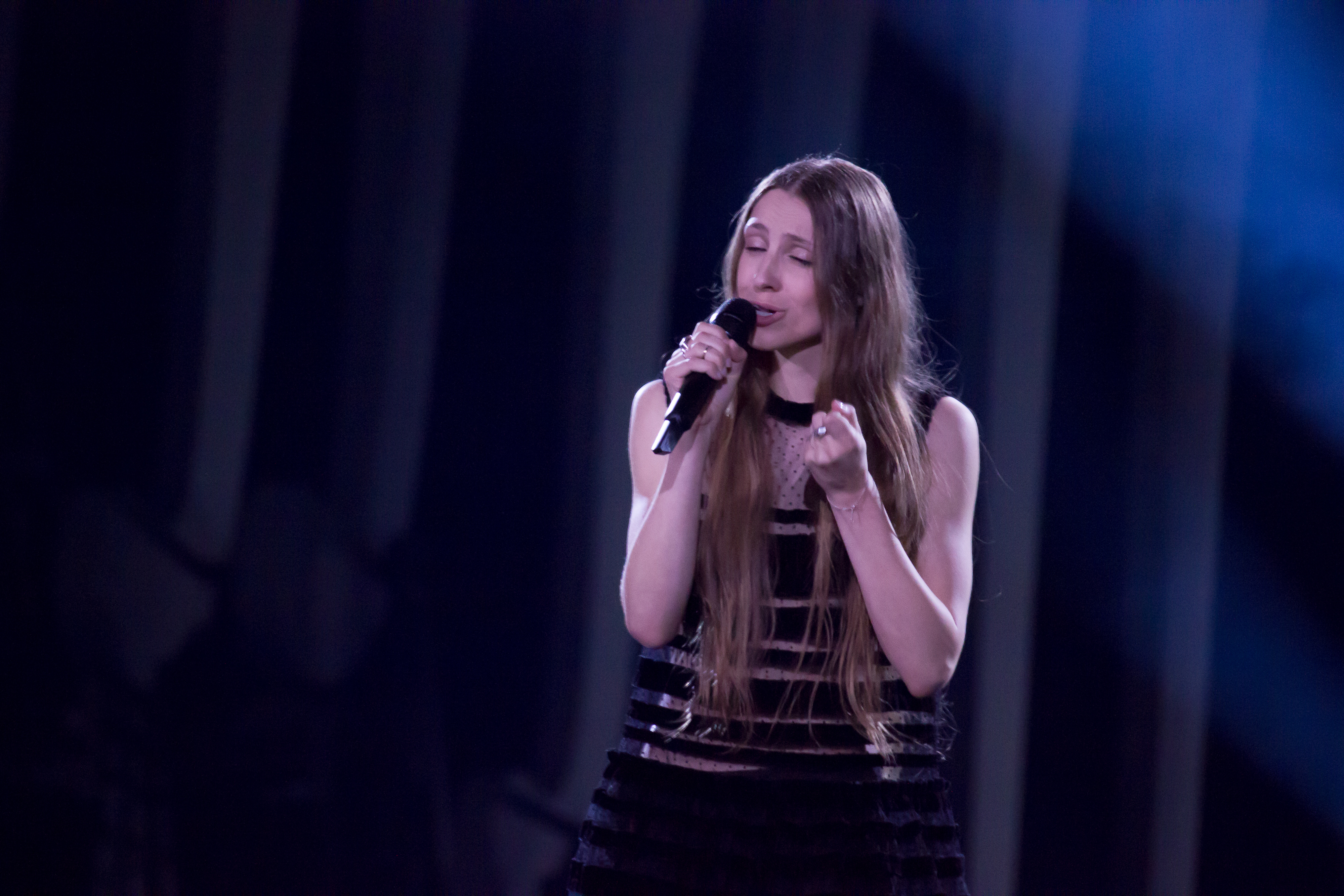
Sennek em Lisboa (2018)
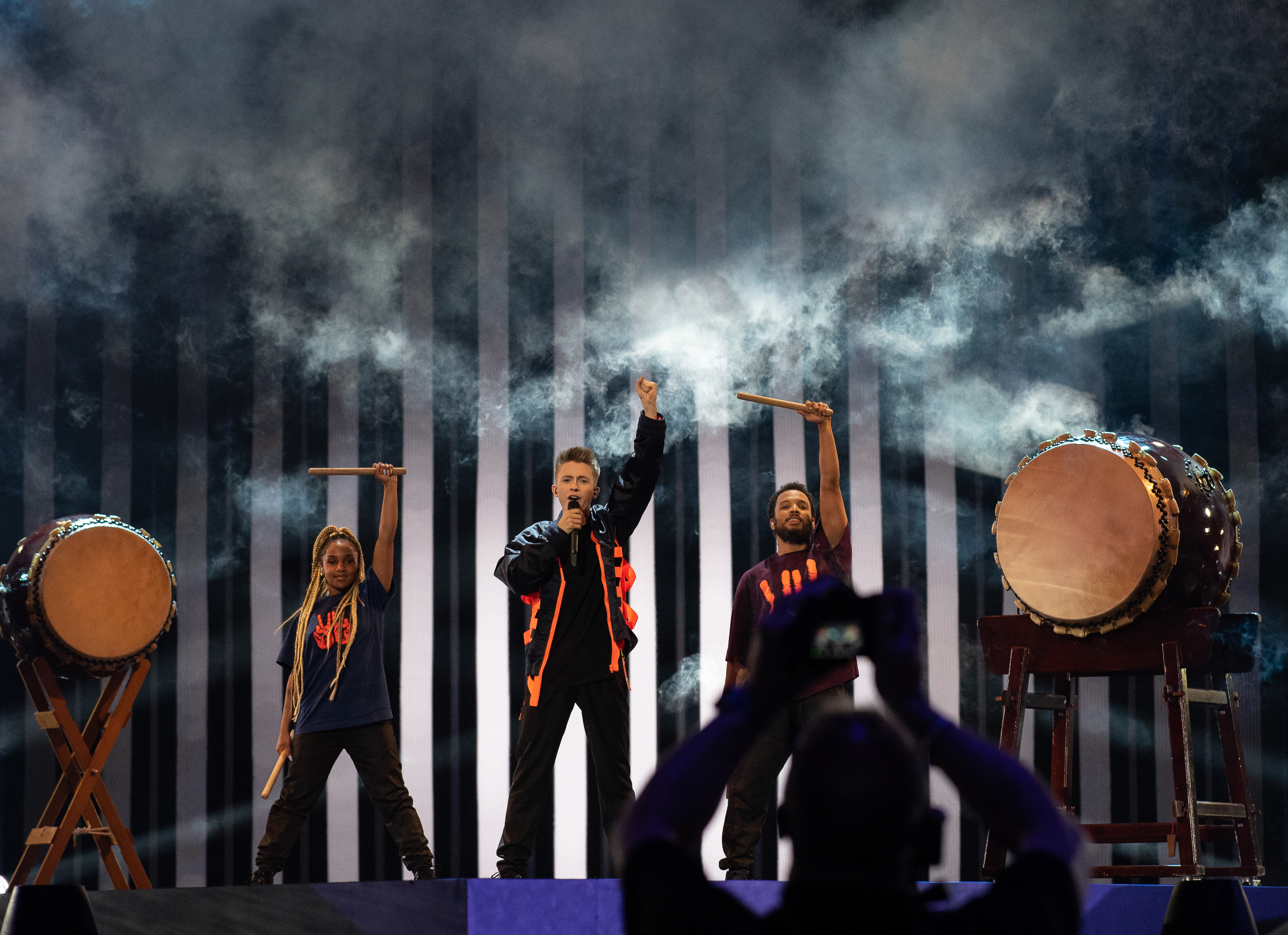
Eliot em Tel Aviv (2019)

## Participações
Vencedor
     2.º lugar
     3.º lugar
     Pontuação Nula ("Null Points")/Último Lugar
     Melhor classificação (fora do top 3)
     Qualificação para a final (fora do top 3)
     País-anfitrião
     Desclassificado
| #   | Ano             | Artista                       | Canção                                                                 | Língua            | Final                    | Pontos                   | Semi                        | Pontos                      |
| --- | --------------- | ----------------------------- | ---------------------------------------------------------------------- | ----------------- | ------------------------ | ------------------------ | --------------------------- | --------------------------- |
| 1º  | Lugano 1956     | Fud Leclerc                   | "Messieurs les Noyés de la Seine" Os Senhores Afogados do Sena         | Francês           | (a)                      | (a)                      | Sem semi-finais             | Sem semi-finais             |
| 1º  | Lugano 1956     | Mony Marc                     | "Le plus beau jour de ma vie" O dia mais lindo da minha vida           | Francês           | (a)                      | (a)                      | Sem semi-finais             | Sem semi-finais             |
| 2º  | Frankfurt 1957  | Bobbejaan Schoepen            | "Straatdeuntje" Canção de rua                                          | Holandês          | 8º                       | 5                        | Sem semi-finais             | Sem semi-finais             |
| 3º  | Hilversum 1958  | Fud Leclerc                   | "Ma petite chatte" Meu Pequeno Doce                                    | Francês           | 5º                       | 8                        | Sem semi-finais             | Sem semi-finais             |
| 4º  | Cannes 1959     | Bob Benny                     | "Hou toch van mij" Por favor ama-me                                    | Holandês          | 6º                       | 9                        | Sem semi-finais             | Sem semi-finais             |
| 5º  | Londres 1960    | Fud Leclerc                   | "Mon amour pour toi" O Meu Amor Para Ti                                | Francês           | 6º                       | 9                        | Sem semi-finais             | Sem semi-finais             |
| 6º  | Cannes 1961     | Bob Benny                     | "September, gouden roos" Setembro, Rosa Dourada                        | Holandês          | 15º                      | 1                        | Sem semi-finais             | Sem semi-finais             |
| 7º  | Luxemburgo 1962 | Fud Leclerc                   | "Ton nom" O teu nome                                                   | Francês           | 13º                      | 0                        | Sem semi-finais             | Sem semi-finais             |
| 8º  | Londres 1963    | Jacques Raymond               | "Waarom?" Porquê?                                                      | Holandês          | 10º                      | 4                        | Sem semi-finais             | Sem semi-finais             |
| 9º  | Copenhaga 1964  | Robert Cogoi                  | "Près de ma rivière" Ao pé do meu rio                                  | Francês           | 10º                      | 2                        | Sem semi-finais             | Sem semi-finais             |
| 10º | Nápoles 1965    | Lize Marke                    | "Als het weer lente is" Quando é tempo primaveril outra vez            | Holandês          | 15º                      | 0                        | Sem semi-finais             | Sem semi-finais             |
| 11º | Luxemburgo 1966 | Tonia                         | "Un peu de poivre, un peu de sel" Um pouco de pimenta, um pouco de sal | Francês           | 4º                       | 14                       | Sem semi-finais             | Sem semi-finais             |
| 12º | Viena 1967      | Louis Neefs                   | "Ik heb zorgen" Eu tenho preocupações                                  | Holandês          | 7º                       | 8                        | Sem semi-finais             | Sem semi-finais             |
| 13º | Londres 1968    | Claude Lombard                | "Quand tu reviendras" Quando tu voltares                               | Francês           | 7º                       | 8                        | Sem semi-finais             | Sem semi-finais             |
| 14º | Madrid 1969     | Louis Neefs                   | "Jennifer Jennings"                                                    | Holandês          | 7º                       | 10                       | Sem semi-finais             | Sem semi-finais             |
| 15º | Amesterdão 1970 | Jean Vallée                   | "Viens l'oublier" Vem esquecê-lo                                       | Francês           | 8º                       | 5                        | Sem semi-finais             | Sem semi-finais             |
| 16º | Dublin 1971     | Lily Castel & Jacques Raymond | "Goiemorgen, morgen" Bom dia, manhã                                    | Holandês          | 14º                      | 68                       | Sem semi-finais             | Sem semi-finais             |
| 17º | Edinburgo 1972  | Serge & Christine Ghisoland   | "À la folie ou pas du tout" Apaixonadamente ou não de todo             | Francês           | 17º                      | 55                       | Sem semi-finais             | Sem semi-finais             |
| 18º | Luxemburgo 1973 | Nicole & Hugo                 | "Baby, Baby" Querida, querida                                          | Holandês          | 17º                      | 58                       | Sem semi-finais             | Sem semi-finais             |
| 19º | Brighton 1974   | Jacques Hustin                | "Fleur de liberté" Flor da liberdade                                   | Francês           | 9º                       | 10                       | Sem semi-finais             | Sem semi-finais             |
| 20º | Estocolmo 1975  | Ann Christy                   | "Gelukkig zijn" Ser feliz                                              | Holandês & Inglês | 15º                      | 17                       | Sem semi-finais             | Sem semi-finais             |
| 21º | Haia 1976       | Pierre Rapsat                 | "Judy et Cie" Judy e Companhia                                         | Francês           | 8º                       | 68                       | Sem semi-finais             | Sem semi-finais             |
| 22º | Londres 1977    | Dream Express                 | "A Million in One, Two, Three" Um milhão em um, dois, três             | Inglês            | 7º                       | 69                       | Sem semi-finais             | Sem semi-finais             |
| 23º | Paris 1978      | Jean Vallée                   | "L'amour ça fait chanter la vie" O amor faz cantar a vida              | Francês           | 2º                       | 125                      | Sem semi-finais             | Sem semi-finais             |
| 24º | Jerusalém 1979  | Micha Marah                   | "Hey Nana" Olá Nana                                                    | Holandês          | 18º                      | 5                        | Sem semi-finais             | Sem semi-finais             |
| 25º | Haia 1980       | Telex                         | "Euro-Vision" Eurovisão                                                | Francês           | 17º                      | 14                       | Sem semi-finais             | Sem semi-finais             |
| 26º | Dublin 1981     | Emly Starr                    | "Samson" Sansão                                                        | Holandês          | 13º                      | 40                       | Sem semi-finais             | Sem semi-finais             |
| 27º | Harrogate 1982  | Stella                        | "Si tu aimes ma musique" Se gostares da minha música                   | Francês           | 4º                       | 96                       | Sem semi-finais             | Sem semi-finais             |
| 28º | Munique 1983    | Pas de Deux                   | "Rendez-vous" Encontro                                                 | Holandês          | 18º                      | 13                       | Sem semi-finais             | Sem semi-finais             |
| 29º | Luxemburgo 1984 | Jacques Zegers                | "Avanti la vie" Adiante, vida                                          | Francês           | 5º                       | 70                       | Sem semi-finais             | Sem semi-finais             |
| 30º | Gotemburgo 1985 | Linda Lepomme                 | "Laat me nu gaan" Deixa-me ir embora agora                             | Holandês          | 19º                      | 7                        | Sem semi-finais             | Sem semi-finais             |
| 31º | Bergen 1986     | Sandra Kim                    | "J'aime la vie" Gosto da vida                                          | Francês           | 1º                       | 176                      | Sem semi-finais             | Sem semi-finais             |
| 32º | Bruxelas 1987   | Liliane Saint-Pierre          | "Soldiers of Love" Soldados do amor                                    | Holandês & Inglês | 11º                      | 56                       | Sem semi-finais             | Sem semi-finais             |
| 33º | Dublin 1988     | Reynaert                      | "Laissez briller le soleil" Deixem brilhar o sol                       | Francês           | 18º                      | 5                        | Sem semi-finais             | Sem semi-finais             |
| 34º | Lausanne 1989   | Ingeborg                      | "Door de wind" Através do vento                                        | Holandês          | 19º                      | 13                       | Sem semi-finais             | Sem semi-finais             |
| 35º | Zagreb 1990     | Philippe Lafontaine           | "Macédomienne" Minha mulher da Macedónia                               | Francês           | 12º                      | 46                       | Sem semi-finais             | Sem semi-finais             |
| 36º | Roma 1991       | Clouseau                      | "Geef het op" Desiste                                                  | Holandês          | 16º                      | 23                       | Sem semi-finais             | Sem semi-finais             |
| 37º | Malmö 1992      | Morgane                       | "Nous, on veut des violons" Nós queremos violinos                      | Francês           | 20º                      | 11                       | Sem semi-finais             | Sem semi-finais             |
| 38º | Millstreet 1993 | Barbara Dex                   | "Iemand als jij" Alguém como tu                                        | Holandês          | 25º                      | 3                        | Kvalifikacija za Millstreet | Kvalifikacija za Millstreet |
|     | Dublin 1994     | Não participou                | Não participou                                                         | Não participou    | Não participou           | Não participou           | Não participou              |                             |
| 39º | Dublin 1995     | Frédéric Etherlinck           | "La voix est libre" A voz é livre                                      | Francês           | 20º                      | 8                        | Sem semi-finais             | Sem semi-finais             |
| 40º | Oslo 1996       | Lisa Del Bo                   | "Liefde is een kaartspel" O amor é um jogo de cartas                   | Holandês          | 16º                      | 22                       | 12º                         | 45                          |
|     | Dublin 1997     | Não participou                | Não participou                                                         | Não participou    | Não participou           | Não participou           | Não participou              |                             |
| 41º | Birmingham 1998 | Melanie Cohl                  | "Dis oui" Diz sim                                                      | Francês           | 6º                       | 122                      | Sem semi-finais             | Sem semi-finais             |
| 42º | Jerusalém 1999  | Vanessa Chinitor              | "Like the Wind" Como o vento                                           | Inglês            | 12º                      | 38                       | Sem semi-finais             | Sem semi-finais             |
| 43º | Estocolmo 2000  | Nathalie Sorce                | "Envie de vivre" Desejo de viver                                       | Francês           | 24º                      | 2                        | Sem semi-finais             | Sem semi-finais             |
|     | Copenhaga 2001  | Não participou                | Não participou                                                         | Não participou    | Não participou           | Não participou           | Não participou              |                             |
| 44º | Tallinn 2002    | Sergio & The Ladies           | "Sister" Irmã                                                          | Inglês            | 13º                      | 33                       | Sem semi-finais             | Sem semi-finais             |
| 45º | Riga 2003       | Urban Trad                    | "Sanomi"                                                               | Imaginária        | 2º                       | 165                      | Sem semi-finais             | Sem semi-finais             |
| 46º | Istambul 2004   | Xandee                        | "1 Life" 1 Vida                                                        | Inglês            | 22º                      | 7                        | Top 11 no ano anterior      | Top 11 no ano anterior      |
| 47º | Kiev 2005       | Nuno Resende                  | "Le grand soir" A grande noite                                         | Francês           | Não se qualificou        | Não se qualificou        | 22º                         | 29                          |
| 48º | Atenas 2006     | Kate Ryan                     | "Je t'adore" Eu adoro-te                                               | Inglês e Francês  | Não se qualificou        | Não se qualificou        | 12º                         | 69                          |
| 49º | Helsínquia 2007 | The KMG's                     | "Love Power" O poder do amor                                           | Inglês            | Não se qualificou        | Não se qualificou        | 26º                         | 14                          |
| 50º | Belgrado 2008   | Ishtar                        | "O Julissi"                                                            | Imaginária        | Não se qualificou        | Não se qualificou        | 17º                         | 16                          |
| 51º | Moscovo 2009    | Patrick Ouchène               | "Copycat"                                                              | Inglês            | Não se qualificou        | Não se qualificou        | 17º                         | 1                           |
| 52º | Oslo 2010       | Tom Dice                      | "Me and My Guitar" Eu e a Minha Guitara                                | Inglês            | 6°                       | 143                      | 1°                          | 167                         |
| 53º | Düsseldorf 2011 | Witloof Bay                   | "With Love Baby" Com amor, bebé                                        | Inglês            | Não se qualificou        | Não se qualificou        | 11º                         | 53                          |
| 54º | Baku 2012       | Iris                          | "Would You?" Será que tu?                                              | Inglês            | Não se qualificou        | Não se qualificou        | 17º                         | 16                          |
| 55º | Malmö 2013      | Roberto Bellarosa             | "Love Kills" O amor mata                                               | Inglês            | 12º                      | 71                       | 5º                          | 75                          |
| 56º | Copenhaga 2014  | Axel Hirsoux                  | "Mother" Mãe                                                           | Inglês            | Não se qualificou        | Não se qualificou        | 14º                         | 28                          |
| 57º | Viena 2015      | Loïc Nottet                   | "Rhythm Inside" Ritmo Interior                                         | Inglês            | 4º                       | 217                      | 2º                          | 149                         |
| 58º | Estocolmo 2016  | Laura Tesoro                  | "What's the Pressure" Qual é a pressão                                 | Inglês            | 10º                      | 181                      | 3º                          | 274                         |
| 59º | Kiev 2017       | Blanche                       | "City Lights" Luzes da Cidade                                          | Inglês            | 4º                       | 363                      | 4º                          | 165                         |
| 60º | Lisboa 2018     | Sennek                        | "A Matter Of Time" Uma Questão de Tempo                                | Inglês            | Não se qualificou        | Não se qualificou        | 12º                         | 91                          |
| 61º | Tel Aviv 2019   | Eliot                         | "Wake Up" Acorda                                                       | Inglês            | Não se qualificou        | Não se qualificou        | 13º                         | 70                          |
|     | Roterdão 2020   | Hooverphonic                  | "Release me" Solta-me                                                  | Inglês            | A edição não se realizou | A edição não se realizou | A edição não se realizou    | A edição não se realizou    |
| 62º | Roterdão 2021   | Hooverphonic                  | "The Wrong Place" O Lugar Errado                                       | Inglês            | 19º                      | 74                       | 9º                          | 117                         |
| 63º | Turim 2022      | Jérémie Makiese               | "Miss You" Sinto a tua falta                                           | Inglês            | 19º                      | 64                       | 8º                          | 151                         |
| 64º | Liverpool 2023  | Gustaph                       | "Because of You" Por tua causa                                         | Inglês            | 7º                       | 182                      | 8º                          | 90                          |
| 65º | Malmö 2024      | Mustii                        | "Before the Party's Over" Antes da Festa Acabar                        | Inglês            | Não se qualificou        | Não se qualificou        | 13º                         | 18                          |
| 66º | Basileia 2025   | Red Sebastian                 | "Strobe Lights" Luzes estroboscópicas                                  | Inglês            | Não se qualificou        | Não se qualificou        | 14º                         | 23                          |

Notas:
↑(a)  Apenas o vencedor foi revelado nessa edição.
| Ano             | Artista           | Canção                    | Final             | Final             | Final             | Final             | Final             | Final             | Semi            | Semi            | Semi            | Semi            | Semi | Semi   |
| Ano             | Artista           | Canção                    | Tlv.              | Pontos            | Júri              | Pontos            | Cl.               | Pontos            | Tlv.            | Pontos          | Júri            | Pontos          | Cl.  | Pontos |
| --------------- | ----------------- | ------------------------- | ----------------- | ----------------- | ----------------- | ----------------- | ----------------- | ----------------- | --------------- | --------------- | --------------- | --------------- | ---- | ------ |
| Moscovo 2009    | Patrick Ouchène   | "Copycat"                 | Não se qualificou | Não se qualificou | Não se qualificou | Não se qualificou | Não se qualificou | Não se qualificou | Apenas televoto | Apenas televoto | Apenas televoto | Apenas televoto | 17º  | 1      |
| Oslo 2010       | Tom Dice          | "Me and My Guitar"        | 14º               | 76                | 2º                | 185               | 6°                | 143               | 3º              | 146             | 1º              | 165             | 1°   | 167    |
| Düsseldorf 2011 | Witloof Bay       | "With Love Baby"          | Não se qualificou | Não se qualificou | Não se qualificou | Não se qualificou | Não se qualificou | Não se qualificou | 12º             | 50              | 8º              | 71              | 11º  | 53     |
| Baku 2012       | Iris              | "Would You?"              | Não se qualificou | Não se qualificou | Não se qualificou | Não se qualificou | Não se qualificou | Não se qualificou | 18º             | 2               | 15º             | 38              | 17º  | 16     |
| Malmö 2013      | Roberto Bellarosa | "Love Kills"              | 17º               | 16.03             | 11º               | 9.92              | 12º               | 71                | 7º              | 7.72            | 7º              | 6.63            | 5º   | 75     |
| Copenhaga 2014  | Axel Hirsoux      | "Mother"                  | Não se qualificou | Não se qualificou | Não se qualificou | Não se qualificou | Não se qualificou | Não se qualificou | 11º             | 41              | 14º             | 24              | 14º  | 28     |
| Viena 2015      | Loïc Nottet       | "Rhythm Inside"           | 4º                | 195               | 5º                | 187               | 4º                | 217               | 3º              | 124             | 2º              | 151             | 2º   | 149    |
| Estocolmo 2016  | Laura Tesoro      | "What's the Pressure"     | 16º               | 51                | 6º                | 130               | 10º               | 181               | 3º              | 135             | 2º              | 139             | 3º   | 274    |
| Kiev 2017       | Blanche           | "City Lights"             | 4º                | 255               | 9º                | 108               | 4º                | 363               | 3º              | 125             | 13º             | 40              | 4º   | 165    |
| Lisboa 2018     | Sennek            | "A Matter Of Time"        | Não se qualificou | Não se qualificou | Não se qualificou | Não se qualificou | Não se qualificou | Não se qualificou | 16º             | 20              | 9º              | 71              | 12º  | 91     |
| Tel Aviv 2019   | Eliot             | "Wake Up"                 | Não se qualificou | Não se qualificou | Não se qualificou | Não se qualificou | Não se qualificou | Não se qualificou | 15º             | 20              | 12º             | 50              | 13º  | 70     |
| Roterdão 2021   | Hooverphonic      | "The Wrong Place"         | 22º               | 3                 | 13º               | 71                | 19º               | 74                | 11º             | 47              | 7º              | 70              | 9º   | 117    |
| Turim 2022      | Jérémie Makiese   | "Miss You"                | 21º               | 5                 | 13º               | 59                | 19º               | 64                | 10º             | 46              | 4º              | 105             | 8º   | 151    |
| Liverpool 2023  | Gustaph           | "Because of You"          | 12º               | 55                | 7º                | 127               | 7º                | 182               | Apenas televoto | Apenas televoto | Apenas televoto | Apenas televoto | 8º   | 90     |
| Malmö 2024      | Mustii            | "Before the Party's Over" | Não se qualificou | Não se qualificou | Não se qualificou | Não se qualificou | Não se qualificou | Não se qualificou | Apenas televoto | Apenas televoto | Apenas televoto | Apenas televoto | 13º  | 18     |
| Basileia 2025   | Red Sebastian     | "Strobe Lights"           | Não se qualificou | Não se qualificou | Não se qualificou | Não se qualificou | Não se qualificou | Não se qualificou | Apenas televoto | Apenas televoto | Apenas televoto | Apenas televoto | 14º  | 23     |

## Apresentadores

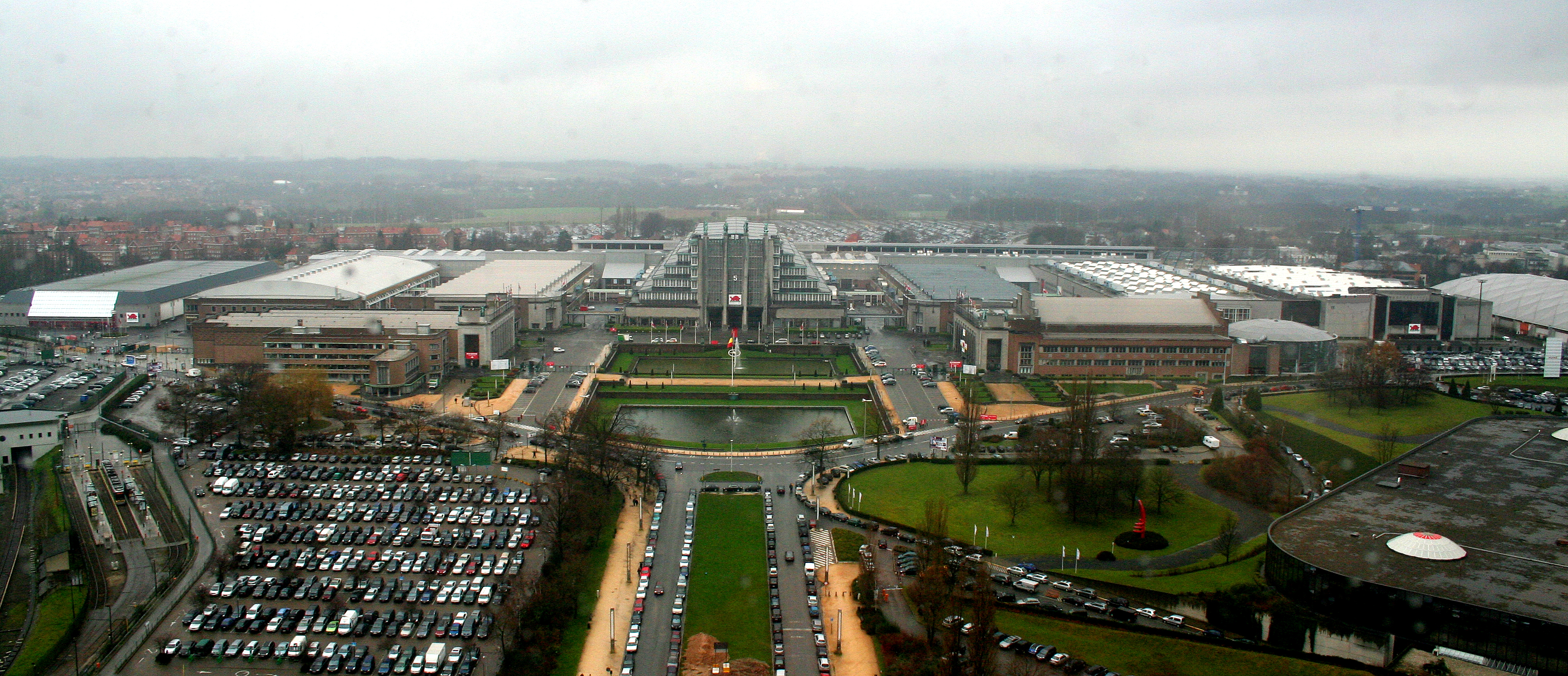
Centenary Palace em Bruxelas, sede do Festival Eurovisão da Canção 1987

| Ano  | Local    | Local            | Apresentador(es) |
| ---- | -------- | ---------------- | ---------------- |
| 1987 | Bruxelas | Centenary Palace | Viktor Lazlo     |

## Maestros
| Ano(s) | Maestro             |
| ------ | ------------------- |
| 1956   | Léo Souris          |
| 1957   | Willy Berking       |
| 1958   | Dolf van der Linden |
| 1959   | Francis Bay         |
| 1960   | Henri Segers        |
| 1961   | Francis Bay         |
| 1962   | Henri Segers        |
| 1963   | Francis Bay         |
| 1964   | Henri Segers        |
| 1965   | Gaston Nuyts        |
| 1966   | Jean Roderes        |
| 1967   | Francis Bay         |
| 1968   | Henri Segers        |
| 1969   | Francis Bay         |
| 1970   | Jack Say            |
| 1971   | Francis Bay         |
| 1972   | Henri Segers        |
| 1973   | Francis Bay         |
| 1974   | Pierre Chiffre      |
| 1975   | Francis Bay         |
| 1976   | Michel Bernholc     |
| 1977   | Alyn Ainsworth      |
| 1978   | Jean Musy           |
| 1979   | Francis Bay         |
| 1980   | Sem maestro         |
| 1981   | Giuseppe Marchese   |
| 1982   | Jack Say            |
| 1983   | Freddy Sunder       |
| 1984   | Jo Carlier          |
| 1985   | Curt-Eric Holmquist |
| 1986   | Jo Carlier          |
| 1987   | Freddy Sunder       |
| 1988   | Daniel Willem       |
| 1989   | Freddy Sunder       |
| 1990   | Rony Brack          |
| 1991   | Roland Verlooven    |
| 1992   | Frank Fievez        |
| 1993   | Bert Candries       |
| 1994   | Não participou      |
| 1995   | Alec Mansion        |
| 1996   | Bob Porter          |
| 1997   | Não participou      |
| 1998   | Sem maestro         |

### Maestros anfitriões
| Ano(s) | Maestro    |
| ------ | ---------- |
| 1987   | Jo Carlier |

## Comentadores e porta-vozes
| Ano(s) | Comentador(es) de televisivão | Comentador(es) de televisivão | Comentador(es) de televisivão | Comentador(es) de televisivão | Votação                   | Votação          | Votação        | Votação                        |
| Ano(s) | Comentador flamengo           | Comentador duplo flamengo     | Comentador valão              | Comentador duplo valão        | Porta-voz                 | Idioma utilizado | Cidade         | Plano de fundo                 |
| ------ | ----------------------------- | ----------------------------- | ----------------------------- | ----------------------------- | ------------------------- | ---------------- | -------------- | ------------------------------ |
| 1956   | Nand Baert                    | Sem comentador duplo          | Janine Lambotte               | Sem comentador duplo          | —                         | —                | —              | —                              |
| 1957   | Nic Bal                       | Sem comentador duplo          | Janine Lambotte               | Sem comentador duplo          | Bert Leysen               | Francês          | Bruxelas       | Nenhum                         |
| 1958   | Nand Baert                    | Sem comentador duplo          | Arlette Vincent               | Sem comentador duplo          | Paule Herreman            | Francês          | Bruxelas       | Nenhum                         |
| 1959   | Nic Bal                       | Sem comentador duplo          | Paule Herreman                | Sem comentador duplo          | Bert Leysen               | Francês          | Bruxelas       | Nenhum                         |
| 1960   | Nic Bal                       | Sem comentador duplo          | Georges Désir                 | Sem comentador duplo          | Arlette Vincent           | Francês          | Bruxelas       | Nenhum                         |
| 1961   | Nic Bal                       | Sem comentador duplo          | Robert Beauvais               | Sem comentador duplo          | Desconhecido              | Francês          | Bruxelas       | Nenhum                         |
| 1962   | Willem Duys                   | Sem comentador duplo          | Nicole Védrès                 | Sem comentador duplo          | Arlette Vincent           | Francês          | Bruxelas       | Nenhum                         |
| 1963   | Herman Verelst                | Denise Maes                   | Pierre Delhasse               | Sem comentador duplo          | Desconhecido              | Francês          | Bruxelas       | Nenhum                         |
| 1964   | Herman Verelst                | Sem comentador duplo          | Paule Herreman                | Sem comentador duplo          | André Hagon               | Francês          | Bruxelas       | Nenhum                         |
| 1965   | Herman Verelst                | Sem comentador duplo          | Paule Herreman                | Sem comentador duplo          | Nand Baert                | Francês          | Bruxelas       | Nenhum                         |
| 1966   | Herman Verelst                | Sem comentador duplo          | Paule Herreman                | Sem comentador duplo          | André Hagon               | Francês          | Bruxelas       | Nenhum                         |
| 1967   | Herman Verelst                | Sem comentador duplo          | Janine Lambotte               | Sem comentador duplo          | Jan Theys                 | Francês          | Bruxelas       | Nenhum                         |
| 1968   | Herman Verelst                | Sem comentador duplo          | Janine Lambotte               | Sem comentador duplo          | André Hagon               | Francês          | Bruxelas       | Nenhum                         |
| 1969   | Herman Verelst                | Sem comentador duplo          | Paule Herreman                | Sem comentador duplo          | Ward Bogaert              | Francês          | Bruxelas       | Nenhum                         |
| 1970   | Herman Verelst                | Sem comentador duplo          | Claude Delacroix              | Sem comentador duplo          | André Hagon               | Francês          | Bruxelas       | Nenhum                         |
| 1971   | Herman Verelst                | Sem comentador duplo          | Janine Lambotte               | Sem comentador duplo          | Sem porta-voz             | Sem porta-voz    | Sem porta-voz  | Sem porta-voz                  |
| 1972   | Herman Verelst                | Sem comentador duplo          | Arlette Vincent               | Sem comentador duplo          | Sem porta-voz             | Sem porta-voz    | Sem porta-voz  | Sem porta-voz                  |
| 1973   | Herman Verelst                | Sem comentador duplo          | Paule Herreman                | Sem comentador duplo          | Sem porta-voz             | Sem porta-voz    | Sem porta-voz  | Sem porta-voz                  |
| 1974   | Herman Verelst                | Sem comentador duplo          | Georges Désir                 | Sem comentador duplo          | André Hagon               | Francês          | Bruxelas       | Nenhum                         |
| 1975   | Herman Verelst                | Sem comentador duplo          | Paule Herreman                | Sem comentador duplo          | Ward Bogaert              | Francês          | Bruxelas       | Nenhum                         |
| 1976   | Luc Appermont                 | Sem comentador duplo          | Georges Désir                 | Sem comentador duplo          | André Hagon               | Francês          | Bruxelas       | Nenhum                         |
| 1977   | Luc Appermont                 | Sem comentador duplo          | Paule Herreman                | Sem comentador duplo          | Anne Ploegaerts           | Francês          | Bruxelas       | Nenhum                         |
| 1978   | Luc Appermont                 | Sem comentador duplo          | Claude Delacroix              | Sem comentador duplo          | André Hagon               | Francês          | Bruxelas       | Nenhum                         |
| 1979   | Luc Appermont                 | Sem comentador duplo          | Paule Herreman                | Sem comentador duplo          | Anne Ploegaerts           | Francês          | Bruxelas       | Nenhum                         |
| 1980   | Luc Appermont                 | Sem comentador duplo          | Jacques Mercier               | Sem comentador duplo          | Jacques Olivier           | Francês          | Bruxelas       | Nenhum                         |
| 1981   | Luc Appermont                 | Sem comentador duplo          | Jacques Mercier               | Sem comentador duplo          | Walter De Meyere          | Inglês           | Bruxelas       | Nenhum                         |
| 1982   | Luc Appermont                 | Sem comentador duplo          | Jacques Mercier               | Sem comentador duplo          | Jacques Olivier           | Francês          | Bruxelas       | Nenhum                         |
| 1983   | Luc Appermont                 | Sem comentador duplo          | Jacques Mercier               | Sem comentador duplo          | Anne Ploegaerts           | Inglês           | Bruxelas       | Nenhum                         |
| 1984   | Luc Appermont                 | Sem comentador duplo          | Jacques Mercier               | Sem comentador duplo          | Jacques Olivier           | Francês          | Bruxelas       | Nenhum                         |
| 1985   | Luc Appermont                 | Sem comentador duplo          | Jacques Mercier               | Sem comentador duplo          | Anne Ploegaerts           | Inglês           | Bruxelas       | Nenhum                         |
| 1986   | Luc Appermont                 | Sem comentador duplo          | Patrick Duhamel               | Sem comentador duplo          | Jacques Olivier           | Francês          | Bruxelas       | Nenhum                         |
| 1987   | Luc Appermont                 | Sem comentador duplo          | Claude Delacroix              | Sem comentador duplo          | Anne Ploegaerts           | Francês          | Bruxelas       | Nenhum                         |
| 1988   | Luc Appermont                 | Sem comentador duplo          | Pierre Collard-Bovy           | Sem comentador duplo          | Jacques Olivier           | Francês          | Bruxelas       | Nenhum                         |
| 1989   | Luc Appermont                 | Sem comentador duplo          | Jacques Mercier               | Sem comentador duplo          | Anne Ploegaerts           | Inglês           | Bruxelas       | Nenhum                         |
| 1990   | Luc Appermont                 | Sem comentador duplo          | Claude Delacroix              | Sem comentador duplo          | Jacques Olivier           | Francês          | Bruxelas       | Nenhum                         |
| 1991   | André Vermeulen               | Sem comentador duplo          | Claude Delacroix              | Sem comentador duplo          | Anne Ploegaerts           | Inglês           | Bruxelas       | Nenhum                         |
| 1992   | André Vermeulen               | Sem comentador duplo          | Claude Delacroix              | Sem comentador duplo          | Jacques Olivier           | Francês          | Bruxelas       | Nenhum                         |
| 1993   | André Vermeulen               | Sem comentador duplo          | Claude Delacroix              | Sem comentador duplo          | Anne Ploegaerts           | Inglês           | Bruxelas       | Nenhum                         |
| 1994   | André Vermeulen               | Sem comentador duplo          | Jean-Pierre Hautier           | Sem comentador duplo          | Não participou            | Não participou   | Não participou | Não participou                 |
| 1995   | André Vermeulen               | Sem comentador duplo          | Jean-Pierre Hautier           | Sem comentador duplo          | Marie-Françoise Renson    | Francês          | Bruxelas       |                                |
| 1996   | Michel Follet                 | Johan Verstreken              | Jean-Pierre Hautier           | Sandra Kim                    | Anne Ploegaerts           | Inglês           | Bruxelas       | Personagens de banda desenhada |
| 1997   | André Vermeulen               | Sem comentador duplo          | Jean-Pierre Hautier           | Sem comentador duplo          | Não participou            | Não participou   | Não participou | Não participou                 |
| 1998   | André Vermeulen               | Andrea Croonenberghs          | Jean-Pierre Hautier           | Sem comentador duplo          | Marie-Hélène Vanderborght | Francês          | Bruxelas       |                                |
| 1999   | André Vermeulen               | Bart Peeters                  | Jean-Pierre Hautier           | Sem comentador duplo          | Sabine De Vos             | Inglês           | Bruxelas       | Grand-Place de Bruxelas        |
| 2000   | André Vermeulen               | Anja Daems                    | Jean-Pierre Hautier           | Sem comentador duplo          | Thomas Van Hamme          | Francês          | Bruxelas       | Grand-Place de Bruxelas        |
| 2001   | André Vermeulen               | Anja Daems                    | Jean-Pierre Hautier           | Sem comentador duplo          | Não participou            | Não participou   | Não participou | Não participou                 |
| 2002   | André Vermeulen               | Bart Peeters                  | Jean-Pierre Hautier           | Sem comentador duplo          | Geena Lisa                | Inglês           | Bruxelas       | Grand-Place de Bruxelas        |
| 2003   | André Vermeulen               | Anja Daems                    | Jean-Pierre Hautier           | Sem comentador duplo          | Corinne Boulangier        | Francês          | Bruxelas       | De Munt/La Monnaie             |
| 2004   | André Vermeulen               | Bart Peeters                  | Jean-Pierre Hautier           | Sem comentador duplo          | Martine Prenen            | Inglês           | Bruxelas       | Grand-Place de Bruxelas        |
| 2005   | André Vermeulen               | Anja Daems                    | Jean-Pierre Hautier           | Sem comentador duplo          | Armelle Gysen             | Francês          | Bruxelas       | Grand-Place de Bruxelas        |
| 2006   | André Vermeulen               | Bart Peeters                  | Jean-Pierre Hautier           | Sem comentador duplo          | Yasmine                   | Inglês           | Bruxelas       | Atomium                        |
| 2007   | André Vermeulen               | Anja Daems                    | Jean-Pierre Hautier           | Jean-Louis Lahaye             | Maureen Louys             | Francês          | Bruxelas       | Atomium                        |
| 2008   | André Vermeulen               | Bart Peeters                  | Jean-Pierre Hautier           | Jean-Louis Lahaye             | Sandrine Van Handenhoven  | Inglês           | Bruxelas       | Atomium                        |
| 2009   | André Vermeulen               | Anja Daems                    | Jean-Pierre Hautier           | Jean-Louis Lahaye             | Maureen Louys             | Francês          | Bruxelas       | Atomium                        |
| 2010   | André Vermeulen               | Bart Peeters                  | Jean-Pierre Hautier           | Jean-Louis Lahaye             | Katja Retsin              | Inglês           | Bruxelas       | Atomium                        |
| 2011   | André Vermeulen               | Sven Pichal                   | Jean-Pierre Hautier           | Jean-Louis Lahaye             | Maureen Louys             | Francês          | Bruxelas       | Atomium                        |
| 2012   | André Vermeulen               | Peter Van de Veire            | Jean-Pierre Hautier           | Jean-Louis Lahaye             | Peter Van de Veire        | Inglês           | Bruxelas       |                                |
| 2013   | André Vermeulen               | Tom De Cock                   | Maureen Louys                 | Jean-Louis Lahaye             | Barbara Louys             | Francês          | Bruxelas       | Atomium                        |
| 2014   | Peter Van de Veire            | Eva Daeleman                  | Maureen Louys                 | Jean-Louis Lahaye             | Angelique Vlieghe         | Inglês           | Bruxelas       | Grand-Place de Bruxelas        |
| 2015   | Peter Van de Veire            | Eva Daeleman                  | Maureen Louys                 | Jean-Louis Lahaye             | Walid                     | Francês          | Bruxelas       | Grand-Place de Bruxelas        |
| 2016   | Peter Van de Veire            | Sem comentador duplo          | Maureen Louys                 | Jean-Louis Lahaye             | Umesh Vangaver            | Inglês           | Bruxelas       | Atomium                        |
| 2017   | Peter Van de Veire            | Sem comentador duplo          | Maureen Louys                 | Jean-Louis Lahaye             | Fanny Gillard             | Inglês           | Bruxelas       | Grand-Place de Bruxelas        |
| 2018   | Peter Van de Veire            | Sem comentador duplo          | Maureen Louys                 | Jean-Louis Lahaye             |                           |                  |                |                                |

## Historial de votos
Em 2019, a historica pontuação é:
| Mais pontos dados nas finais | Mais pontos dados nas finais | Mais pontos dados nas finais |
| #                            | País                         | Pontos                       |
| ---------------------------- | ---------------------------- | ---------------------------- |
| 1                            | Países Baixos                | 186                          |
| 1                            | França                       | 186                          |
| 3                            | Reino Unido                  | 184                          |
| 4                            | Suécia                       | 172                          |
| 5                            | Alemanha                     | 169                          |

| Mais pontos recebidos nas finais | Mais pontos recebidos nas finais | Mais pontos recebidos nas finais |
| #                                | País                             | Pontos                           |
| -------------------------------- | -------------------------------- | -------------------------------- |
| 1                                | Países Baixos                    | 173                              |
| 2                                | França                           | 135                              |
| 3                                | Irlanda                          | 124                              |
| 4                                | Portugal                         | 122                              |
| 5                                | Reino Unido                      | 119                              |

| Mais pontos dados nas semi-finais e finais | Mais pontos dados nas semi-finais e finais | Mais pontos dados nas semi-finais e finais |
| #                                          | País                                       | Pontos                                     |
| ------------------------------------------ | ------------------------------------------ | ------------------------------------------ |
| 1                                          | Países Baixos                              | 268                                        |
| 2                                          | Suécia                                     | 218                                        |
| 3                                          | Irlanda                                    | 208                                        |
| 4                                          | França                                     | 186                                        |
| 5                                          | Reino Unido                                | 184                                        |

| Mais pontos recebidos nas semi-finais e finais | Mais pontos recebidos nas semi-finais e finais | Mais pontos recebidos nas semi-finais e finais |
| #                                              | País                                           | Pontos                                         |
| ---------------------------------------------- | ---------------------------------------------- | ---------------------------------------------- |
| 1                                              | Países Baixos                                  | 229                                            |
| 2                                              | França                                         | 179                                            |
| 3                                              | Portugal                                       | 178                                            |
| 4                                              | Irlanda                                        | 162                                            |
| 5                                              | Espanha                                        | 151                                            |